# 九州テレ・コミュニケーションズ
九州テレ・コミュニケーションズ株式会社（きゅうしゅうテレ・コミュニケーションズ、Q-shu Tele Communications Corporation.）は、長崎県佐世保市に本社があるケーブルテレビ局である。
以下、本拠地においてテレビ佐世保（テレビさせぼ）の名称で行っている事業について述べる。

## 概要
長崎県の本土側は山がちであり、それが諫早湾干拓事業及びそれによる近隣県との軋轢の遠因にもなっている。テレビ放送にも影響は現れており、佐世保市内（昭和の市域）は烏帽子岳以外にも各地に多数の中継局が設けられている。そうした電波事情から、まだ県域民放が長崎放送とテレビ長崎しかなかった1970年代の早い時期に、ケーブルテレビ局設置に向けた動きが進められ、1978年に西九州共聴株式会社（にしきゅうしゅうきょうちょう）として設立されたのが始まりである。当初はその名の通り単なる共聴施設としての事業開始であり、自主放送を開始したのは1980年代に入ってからである。共聴施設として古くから運営しており、ケーブルテレビという概念がなかった当時から加入者数がいるため、古くからの加入世帯は「有線テレビ」と呼称している。
市域自体の拡大によりエリアも順次広げているが、米軍地区や山間部など、一部サービスを行っていない地域が存在する（米軍地区内はアメリカ人を対象として北米仕様での放送方式にて運営している。）。
テレビ佐世保の略称であるTVSは埼玉県の独立系民放・テレビ埼玉の略称と被っているが一切関係無い。

## サービスエリア
全て長崎県。
- 佐世保市（一部除く）
  - 北松浦郡佐々町

## 沿革
- 1978年（昭和53年）7月 - 西九州共聴株式会社設立。長崎県佐世保市をサービスエリアとして共聴施設の運用開始。
- 1981年（昭和56年） - 「テレビ佐世保」の名称で自主放送開始。
- 1993年（平成5年） - 佐世保ケーブルテレビジョン株式会社（させぼケーブルテレビジョン）に社名変更。
- 1998年（平成10年） - 福岡県春日市に支店を設置。
- 1999年（平成11年） - ケーブルステーション福岡が開局。
- 2002年（平成14年） - 現社名に変更
- 2006年（平成18年）12月1日 - 地上デジタル放送の再放送開始。
- 2011年（平成23年） - 福岡県民放テレビ局デジタル放送の区域外再放送をTVQ九州放送はトランスモジュレーション方式で、九州朝日放送・RKB毎日放送・福岡放送・テレビ西日本はデジアナ変換でそれぞれ開始。
- 2015年（平成27年） - 九州朝日放送・RKB毎日放送・福岡放送・テレビ西日本の区域外再放送を終了（TVQ九州放送のみ継続）。
- 2016年（平成28年）3月15日 - 全てのアナログ放送を終了[2]

## 主な放送チャンネル

### 地上波系列別再送信局
| NHK-G   | NHK-E   | NNN/NNS        | ANN          | JNN      | TXN         | FNN/FNS    | JAITS |
| ------- | ------- | -------------- | ------------ | -------- | ----------- | ---------- | ----- |
| NHK長崎 | NHK長崎 | 長崎国際テレビ | 長崎文化放送 | 長崎放送 | TVQ九州放送 | テレビ長崎 |       |

### テレビジョン放送
- 2025年4月時点で放送中のチャンネルのみ記載。アナログ放送は2016年3月15日までに全てのチャンネルでの放送を終了しているためチャンネル番号の記載を省略している。
- ※は別途個別に視聴契約が必要なチャンネル（ペイチャンネル）。
- 局名は、年齢制限による視聴防止策を求められるチャンネル。
- 2025年4月よりコース体系が当社系列局のケーブルステーション福岡に準じて「スタンダードコース」・「スポーツコース」・「エンタメコース」の3コース体制に再編され、それに合わせてテレビ佐世保では視聴不可だったチャンネルを追加。また、佐世保市が競輪事業を営んでいる関係で従来は基本チャンネルに含まれていたSPEEDチャンネルが基本チャンネルから外され、ペイチャンネル扱いへ移行された。
- JC-HITSの地上配信システムを採用しているが、便宜上プレフィックスは地上波デジタル系統のチャンネルに「D」を、BS衛星波系統のチャンネルに「B」を、それぞれ付した。

| チャンネル番号 | チャンネル番号 | 放送局                                       | 注釈                               |
| -------------- | -------------- | -------------------------------------------- | ---------------------------------- |
| D011(1)        | HD             | NHK長崎総合                                  |                                    |
| D021(2)        | HD             | NHK長崎Eテレ                                 |                                    |
| D031(3)        | HD             | NBC 長崎放送                                 |                                    |
| D041(4)        | HD             | NIB 長崎国際テレビ                           |                                    |
| D051(5)        | HD             | ncc 長崎文化放送                             |                                    |
| D071(7)        | HD             | TVQ九州放送                                  |                                    |
| D081(8)        | HD             | KTN テレビ長崎                               |                                    |
| D111(11)       | HD             | コミュニティ111（自主放送）                  |                                    |
| B101           | HD             | NHK BS                                       |                                    |
| B103           | HD             | NHK BSプレミアム4K                           |                                    |
| B141           | HD             | BS日テレ                                     |                                    |
| B151           | HD             | BS朝日                                       |                                    |
| B161           | HD             | BS-TBS                                       |                                    |
| B171           | HD             | BSテレ東                                     |                                    |
| B181           | HD             | BSフジ                                       |                                    |
| B191           | HD             | WOWOWプライム                                | ※ （3チャンネルセット契約のみ）    |
| B192           | HD             | WOWOWライブ                                  | ※ （3チャンネルセット契約のみ）    |
| B193           | HD             | WOWOWシネマ                                  | ※ （3チャンネルセット契約のみ）    |
| B200           | HD             | BS10                                         |                                    |
| B201           | HD             | BS10スターチャンネル                         | ※                                  |
| B211           | HD             | BS11                                         |                                    |
| B222           | HD             | BS12トゥエルビ                               |                                    |
| B231           | HD             | 放送大学テレビ                               |                                    |
| 500            | HD             | えんてれ                                     |                                    |
| 513            | HD             | フジテレビNEXT ライブ・プレミアム            | ※                                  |
| 514            | HD             | フジテレビONE スポーツ・バラエティ           | 「エンタメコース」契約者は視聴不可 |
| 515            | HD             | フジテレビTWO ドラマ・アニメ                 | 「エンタメコース」契約者は視聴不可 |
| 522            | HD             | MONDO TV                                     | 「スタンダードコース」契約者限定   |
| 524            | HD             | 囲碁・将棋チャンネル                         | 「スポーツコース」契約者は視聴不可 |
| 525            | HD             | 女性チャンネル♪LaLa TV                       | 「スポーツコース」契約者は視聴不可 |
| 529            | HD             | スポーツライブ+                              | 「エンタメコース」契約者は視聴不可 |
| 530            | HD             | J SPORTS 3                                   | 「エンタメコース」契約者は視聴不可 |
| 531            | HD             | J SPORTS 1                                   | 「エンタメコース」契約者は視聴不可 |
| 532            | HD             | J SPORTS 2                                   | 「エンタメコース」契約者は視聴不可 |
| 533            | HD             | J SPORTS 4                                   | ※                                  |
| 534            | HD             | スカイA                                      | 「エンタメコース」契約者は視聴不可 |
| 535            | HD             | GAORA SPORTS                                 | 「エンタメコース」契約者は視聴不可 |
| 536            | HD             | 日テレジータス                               | 「エンタメコース」契約者は視聴不可 |
| 537            | HD             | ゴルフネットワーク                           | 「エンタメコース」契約者は視聴不可 |
| 541            | HD             | 釣りビジョン                                 | 「エンタメコース」契約者は視聴不可 |
| 547            | HD             | KBS World HD                                 | 「スタンダードコース」契約者限定   |
| 548            | HD             | チャンネル銀河                               | 「スポーツコース」契約者は視聴不可 |
| 549            | HD             | アジアドラマチックTV                         | 「スタンダードコース」契約者限定   |
| 550            | HD             | 映画・チャンネルNECO                         | 「スポーツコース」契約者は視聴不可 |
| 551            | HD             | ファミリー劇場                               | 「スポーツコース」契約者は視聴不可 |
| 552            | HD             | 日本映画専門チャンネル                       | 「スポーツコース」契約者は視聴不可 |
| 553            | HD             | 時代劇専門チャンネル                         | 「スポーツコース」契約者は視聴不可 |
| 554            | HD             | Dlife                                        | 「スポーツコース」契約者は視聴不可 |
| 555            | HD             | スーパー!ドラマTV                            | 「スポーツコース」契約者は視聴不可 |
| 556            | HD             | ムービープラス                               | 「スポーツコース」契約者は視聴不可 |
| 557            | HD             | アクションチャンネル                         | 「スポーツコース」契約者は視聴不可 |
| 558            | HD             | ミステリーチャンネル                         | 「スタンダードコース」契約者限定   |
| 559            | HD             | ザ・シネマHD                                 | 「スポーツコース」契約者は視聴不可 |
| 562            | HD             | TBSチャンネル2 名作ドラマ・スポーツ・アニメ  | 「エンタメコース」契約者は視聴不可 |
| 563            | HD             | 衛星劇場                                     | ※                                  |
| 565            | HD             | TBSチャンネル1 最新ドラマ・音楽・映画        | 「エンタメコース」契約者は視聴不可 |
| 566            | HD             | テレ朝チャンネル1 ドラマ・バラエティ・アニメ | 「エンタメコース」契約者は視聴不可 |
| 567            | HD             | 日テレプラス                                 | 「エンタメコース」契約者は視聴不可 |
| 568            | HD             | ホームドラマチャンネル                       | 「スタンダードコース」契約者限定   |
| 570            | HD             | スペースシャワーTV                           | 「スポーツコース」契約者は視聴不可 |
| 571            | HD             | Mnet                                         | ※                                  |
| 572            | HD             | MTV                                          | 「スタンダードコース」契約者限定   |
| 573            | HD             | MUSIC ON! TV                                 | 「スポーツコース」契約者は視聴不可 |
| 574            | HD             | 歌謡ポップスチャンネル                       | 「スタンダードコース」契約者限定   |
| 580            | HD             | カートゥーン ネットワーク                    | 「スポーツコース」契約者は視聴不可 |
| 581            | HD             | キッズステーション                           | 「スポーツコース」契約者は視聴不可 |
| 582            | HD             | アニマックス                                 | 「スポーツコース」契約者は視聴不可 |
| 590            | HD             | 日経CNBC                                     | 「スポーツコース」契約者は視聴不可 |
| 591            | HD             | BBCワールドニュース                          | 「スタンダードコース」契約者限定   |
| 592            | HD             | CNNj                                         |                                    |
| 593            | HD             | 日テレNEWS24                                 |                                    |
| 594            | HD             | TBS NEWS                                     |                                    |
| 595            | HD             | テレ朝チャンネル2 ニュース・情報・スポーツ   | 「エンタメコース」契約者は視聴不可 |
| 596            | HD             | ディスカバリーチャンネル                     | 「スポーツコース」契約者は視聴不可 |
| 597            | HD             | アニマルプラネット                           | 「スポーツコース」契約者は視聴不可 |
| 598            | HD             | ヒストリーチャンネル                         |                                    |
| 599            | HD             | ナショナル ジオグラフィック                  | 「スポーツコース」契約者は視聴不可 |
| 710            | HD             | ショップチャンネル                           |                                    |
| 711            | HD             | QVC                                          |                                    |
| 764            |                | 東映チャンネル                               | ※                                  |
| 765            |                | TBSチャンネル1 最新ドラマ・音楽・映画        | ※                                  |
| 767            |                | 日テレプラス                                 | ※                                  |
| 769            |                | V☆パラダイス                                 | ※                                  |
| 783            |                | アニメシアターX(AT-X)                        | ※                                  |
| 810            |                | グリーンチャンネル                           | ※                                  |
| 811            |                | グリーンチャンネル2                          | ※                                  |
| 812            |                | SPEEDチャンネル                              | ※                                  |
| 950            |                | プレイボーイチャンネル                       | ※                                  |
| 951            |                | レインボーチャンネル                         | ※                                  |
| 952            |                | ミッドナイトブルー                           | ※                                  |
| 953            |                | パラダイステレビ                             | ※                                  |
| 954            |                | チェリーボム                                 | ※                                  |

デジタル放送の配信システムは2007年秋よりJC-HITSを使用しているが、一部で分かりやすくする為にチャンネル番号を入れ替えたり、配信していないチャンネルがある。また他局がアナログ放送終了と共にアナログ多チャンネルサービスを取り止めた中、地域事情が為せる技なのか法定期限ギリギリまで「デジアナ変換」によりアナログサービスの維持を図っていたが、「デジアナ変換」によるアナログサービスは2015年1月にBS放送、同年3月に地上放送が順次終了となり、CS放送のアナログサービスも2016年3月15日までに全て終了となった。

### 地上デジタル放送完全移行後の対応
- 九州朝日放送・RKB毎日放送・福岡放送・テレビ西日本の福岡4局のデジタル放送は、2011年7月24日以降はデジアナ変換によりデジタル放送を配信することとなった[48]。今まで通りアナログで視聴可能であるが、STBでは視聴出来ない。
- 一方TVQ九州放送は通常のデジタル配信ではあるが、トランスモジュレーション方式であるためSTBを設置しないと視聴出来なかったが、周波数変換パススルーにて区域外放送を開始しチャンネル再スキャンすると視聴できるようになった。またかつてTVQはアナログ11cnでも放送されていたが、2011年7月24日以降はBSジャパン（現・BSテレ東）に変更され、BSデジタルテレビ放送の中では唯一アナログでも配信されることになった。
- 以上の結果アナログはTVQを除く福岡4局が2011年7月24日以降も今まで通りのチャンネルで配信。そして2015年1月にはデジアナ変換サービス終了のためBS放送が終了し、同年3月には系列局が存在しないTVQを除き福岡民放の区域外再放送は終了した[49]。
- CSデジタル放送局のHD放送は、日テレG+ HDより開始した。
- テレビ佐世保視聴者の間では福岡4民放デジタル再放送未実施に際して問合せや反対意見がテレビ佐世保に多く寄せられていた。再送信には地元同一系列局合意が必要となるが同じ長崎県内であるにもかかわらず、壱岐対馬及び有明海沿岸の各ケーブルテレビに対してはデジタル波での再送信許可を行っており、地元民放局の不公平な対応に疑問を感じる意見が多かった。
- 2016年1月 - 3月にかけてアナログ放送を継続していたチャンネルが順次放送終了となり、同年3月に残りの6つのチャンネルのアナログ放送を終了したことでテレビ佐世保における全てのチャンネルのアナログ放送が終了し、デジタル放送へ完全移行した[2]。
- なお、2015年10月に民放公式ポータル「TVer(ティーバー)」が登場し、TXN系列局制作の番組[50]や長崎県内では未放送の番組の一部が見逃し配信により視聴が可能になったことに加え、その後の参加局の拡大により、福岡県を含む全国のローカル番組の一部も見逃し配信による視聴が可能となったこと。さらには、テレビやSTB[51]がインターネット接続並びに「TVer」を含むOTTサービス[52]の対応化に伴って視聴コンテンツが多様化したことにより、前述した福岡民放の区域外再放送の終了による影響は当時と比べて小さくなっている。